# Kekčeve ukane
Kekčeve ukane so slovenski mladinski film iz leta 1968, ki ga je režiral Jože Gale. Posnete so bile po motivih Vandotovih planinskih pripovedk o Kekcu. Film je posnela produkcijska družba Viba film, distribuirala sta ga Vesna film in Viba film. Leta 2016 je bil film digitaliziran, restavriran in pripravljen za predvajanje v visoki ločljivosti (FullHD/2K/4K) – to je stalo približno 11.000 evrov –, a zaradi določenih pomanljivosti in potrebnih popravkov še ni primeren za distribucijo.
To je zadnji film iz Galetove trilogije oziroma filmske franšize o Kekcu – pred njim je posnel filma Kekec (1951) in Srečno, Kekec! (1963).

## Zgodba
V tretjem in zadnjem trilogije o Kekcu (Zlatko Krasnič), se spet pojavi zloben in divji lovec Bedanec (Polde Bibič). Na Kekcu in njegovih prijateljih je da ga zopet naženejo v kozji rog. Bedanec ujame Brinclja (Milorad Radovič) in Rožleta (Boris Ivanovski), pogumni Kekec pa ju s svojo domiselnostjo reši in ukane lakomnega Bedanca, ki se ujame v lastno past. 
Kekec ga na njegove prošnje sicet reši iz pasti, a Bedanca to ne izuči. Bo mir v te kraje lahko prinesel modrijan Vitranc (Jože Zupan)...

## Zasedba
| Igralec/-ka       | Vloga    |
| ----------------- | -------- |
| Zlatko Krasnič    | Kekec    |
| Polde Bibič       | Bedanec  |
| Boris Ivanovski   | Rožle    |
| Jasna Krofak      | Mojca    |
| Fanika Podobnikar | Tinkara  |
| Milorad Radovič   | Brincelj |
| Jože Zupan        | Vitranc  |

## Glasba
Glasbo za film je napisal Bojan Adamič, ki jo je ob spremljavi orkestra Slovenske filharmonije tudi sam oddirigiral. Besedilo naslovne pesmi Kekčeva pesem je napisal Kajetan Kovič.